# Blafuj jako Beckham
Blafuj jako Beckham (v originále Bend It Like Beckham) je britsko-německá sportovní komedie z roku 2002. Režisérkou filmu je Gurinder Chadha a hlavní role si zahráli Parminder Nagra, Jonathan Rhys Meyers a Keira Knightley.

## Děj
Hlavní hrdinkou filmu je Jess, dívka z rodiny sikhských přistěhovalců žijící na londýnském předměstí, která začne hrát fotbal za místní klub Hounslow Harriers. Musí však tuto zálibu tajit před svými konzervativními rodiči, podle nichž není fotbal vhodná hra pro ženu. Název filmu naráží na falšované přímé kopy, kterými proslul David Beckham; podobně musí klamat své okolí vlastní hrdinka. Další dějovou linku tvoří přátelství Jess se spoluhráčkou Jules, které je ohroženo tím, že se obě zamilují do svého trenéra.

## Ocenění
Film byl nominován celkem na 35 ocenění, a to včetně nominace na Zlatý Glóbus a BAFTA, v cenu proměnil 17 nominací.
Získaná ocenění:
- Mezinárodní filmový festival v Bordeaux, cena publika a speciální cena poroty – Gurinder Chadha
- Mezinárodní filmový festival v Bordeaux, ocenění Zlatá vlna – Parminder Nagra a Keira Knightley
- British Comedy Awards, nejlepší komediální film
- Dinard British Film Festival, cena publika – Gurinder Chadha
- ESPY Awards, nejlepší sportovní film
- East Lansing Film Festival, cena publika – Gurinder Chadha
- GLAAD Media Awards, nejlepší film
- Guild Film Award, nejlepší cizojazyčný film
- Locarno International Film Festival, cena publika – Gurinder Chadha
- London Critics Circle Film Awards, britský objev roku – Keira Knightley
- Marrakech International Film Festival, speciální cena poroty – Gurinder Chadha
- National Board of Review, USA,
- Norwegian International Film Festival – Gurinder Chadha
- Sydney Film Festival – Gurinder Chadha
- U.S. Comedy Arts Festival – Gurinder Chadha

## Obsazení
| Parminder Nagra      | Jess          |
| Keira Knightley      | Jules         |
| Archie Panjabi       | Pinky         |
| Jonathan Rhys Meyers | Joe           |
| Shaznay Lewis        | Mel           |
| Anupam Kher          | Mohaan Bhamra |
| Shaheen Khan         | paní Bhamra   |
| Juliet Stevenson     | Paula Paxton  |
| Frank Harper         | Alan Paxton   |

## Zajímavost
V prosinci 2010 tento film odvysílala severokorejská televize; byl to vůbec první snímek natočený na Západě, který se objevil na obrazovkách v KLDR.